# Astronomieunterricht
Der Ausdruck Astronomieunterricht bezeichnet allgemein alle Formen der institutionalisierten Unterweisung in Astronomie, die neben der Schulastronomie z. B. auch die Erwachsenenbildung mit einschließt. Der Begriff Schulastronomie bezeichnet lediglich die verschiedenen Ausprägungen von Astronomieunterricht auf schulisch-institutionalisierter Ebene.

## Historische Entwicklung in Deutschland

### DDR

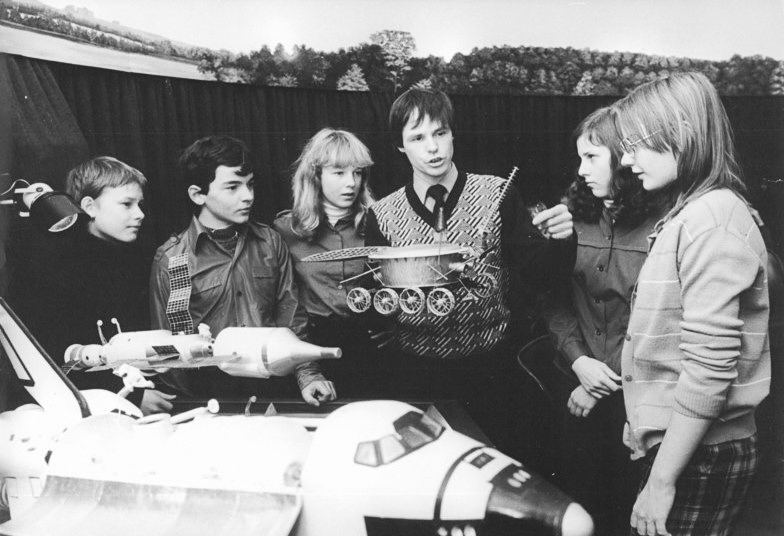
Astronomielehrer in der DDR 1985

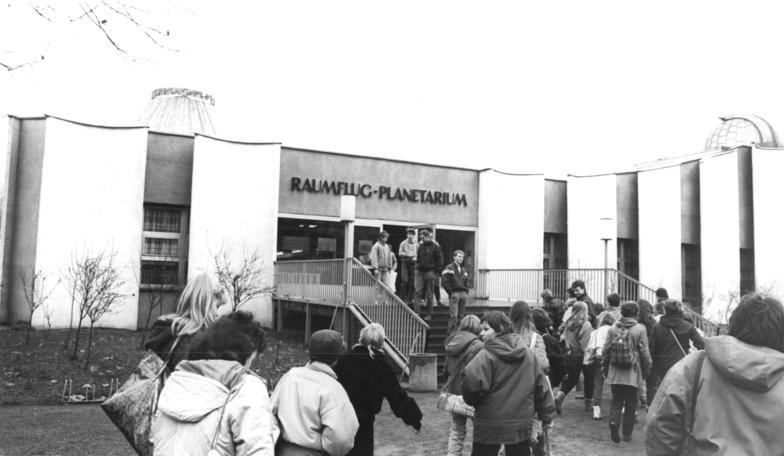
Die größte schulastronomische Einrichtung der DDR: Das Raumflug-Planetarium „Sigmund Jähn“ in Halle (Saale) (1988)

1959, zwei Jahre nach dem Erfolg der Sputnik-Mission, wurde die Astronomie in den Schulen der DDR zum Pflichtfach mit einer Wochenstunde in der zehnten Klasse.

„... Ein Schulbuch für Astronomie gab es nicht, auch Lehrmittel fehlten an den meisten Schulen fast völlig... Kein Lehrer war für den Astronomieunterricht ausgebildet... Viele der neu eingesetzten Astronomielehrer verschafften sich eine Atempause, indem sie die – nur für das Schuljahr 1959/60 eingeräumte – Möglichkeit nutzten, im ersten Halbjahr zwei Wochenstunden Erdkunde zu unterrichten und die Astronomie erst im 2. Halbjahr zu beginnen...
... in deutlichem Gegensatz zu dem ansonsten in der DDR - und insbesondere in ihrem Volksbildungswesen - praktizierten starren Zentralismus... {entstanden} ... Regional ganz unterschiedliche Formen der Fortbildung der neuen Astronomielehrer ... vor allem durch Amateurastronomen ins Leben gerufen...
... Die zentrale Kommission Astronomie des Kulturbundes organisierte in Verbindung mit dem Ministerium für Volksbildung im November 1959 eine zweitägige zentrale Tagung, in der die Amateurastronomen der DDR darauf eingeschworen wurden, ihr Wissen und ihre Beobachtungsgeräte für den Astronomieunterricht zur Verfügung zu stellen...
... ‚Ich denke, Kollegen, wenn man für solche Fächer wie Musik und Kunsterziehung eine Zeitschrift herausgibt, ... , ist es auch an der Zeit, für ein solches Fach wie die Astronomie eine Zeitschrift herauszugeben‘ ... (Diskussionsredner ... der Sektorenleiter beim Pädagogischen Bezirkskabinett Dresden, Helmut Bernhard. Er sollte später die zentrale Zeitschrift Astronomie in der Schule beim Verlag Volk und Wissen Berlin (Ost) gründen ...
... die Amateurastronomen im Kulturbund {wurden} nach mehr als einem Jahrzehnt ein weiteres Mal zur Hilfe gerufen: Der im Jahre 1971 eingeführte neue Lehrplan ... sah obligatorische astronomische Schülerbeobachtungen vor... Da das avisierte Schulfernrohr Telementor vom VEB Carl Zeiss Jena noch nicht zur Verfügung stand (es wurde erst 1973 ausgeliefert) ...“

### Mecklenburg-Vorpommern, Sachsen-Anhalt und Thüringen
Aufgrund der föderalen Struktur der Bundesrepublik Deutschland und einer divergierenden historischen Entwicklung der Bildungssysteme in Ost- und Westdeutschland existiert der Astronomieunterricht in Form eines eigenständigen Pflichtfachs in Mecklenburg-Vorpommern, Sachsen-Anhalt und Thüringen.

### Sachsen
In Sachsen beschloss die Landesregierung im Jahr 2007 unter Protesten der Bevölkerung die Abschaffung des eigenständigen Astronomieunterrichts.

### Brandenburg
Im Land Brandenburg existiert eigenständiger Wahlpflichtunterricht Astronomie seit sechs Jahrzehnten. Dabei erfolgte das je nach Schulform zeitweise mit insgesamt vier bis fünf Wochenstunden in den Jahrgangsstufen 9/10. Seit 2004 gibt es neben dem Wahlpflicht- auch wieder Pflichtunterricht Astronomie in den Jahrgangsstufen 9 beziehungsweise 10, auch mehrstündig, wenn es die Schule beschließt.

### Sonstige Bundesländer
In den übrigen Bundesländern existiert Astronomieunterricht meist nur in Form von primär freiwilligen Arbeitsgemeinschaften, Wahlpflichtangeboten, sowie als Themenbereich innerhalb des Physik-, Geographie- oder auch des naturwissenschaftlichen fächerverbindenden Unterrichts.
In der gymnasialen Oberstufe werden astronomische Inhalte nahezu ausschließlich in anderen Schulfächern vermittelt und angeeignet. Nur in wenigen Bundesländern gibt es eigenständige Astronomiekurse.